# بول وليامز
بول وليامز (بالإنجليزية: Paul Williams)‏ (و. 1940 – م) هو ممثل، وكاتب سيناريو، وملحن، ومغني، وممثل أفلام، وممثل تلفزيوني، وكاتب غنائي، ومؤلفو موسيقى تصويرية، من الولايات المتحدة الأمريكية، ولد في أوماها، نبراسكا.

## التعليم
تعلم في جامعة كاليفورنيا، لوس أنجلوس.

## أعمال بارزة
من أهم أعماله:
- We've Only Just Begun
- Just an Old Fashioned Love Song.

## وصلات خارجية
- بول وليامز على موقع IMDb (الإنجليزية)
- بول وليامز على موقع الموسوعة البريطانية (الإنجليزية)
- بول وليامز على موقع ألو سيني (الفرنسية)
- بول وليامز على موقع ميوزك برينز (الإنجليزية)
- بول وليامز على موقع تيرنر كلاسيك موفيز (الإنجليزية)
- بول وليامز على موقع أول موفي (الإنجليزية)
- بول وليامز على موقع قاعدة بيانات برودواي على الإنترنت (الإنجليزية)
- بول وليامز على موقع قاعدة بيانات الأفلام السويدية (السويدية)
- بول وليامز على موقع إن إن دي بي (الإنجليزية)
- بول وليامز على موقع أول ميوزيك (الإنجليزية)